# Copa de la Lliga nord-irlandesa de futbol
La Copa de la Lliga nord irlandesa de futbol, anomenada oficialment Irish League Cup, és la tercera competició futbolística d'Irlanda del Nord. Actualment és patrocinada per l'empresa CIS Co-operative Insurance. Anteriorment ho fou per Wilkinson Sword, Coca-Cola, Budweiser i Roadferry. El vencedor de la Copa de la Lliga es classifica per la següent edició de la Setanta Cup.

## Historial
| Temporada | Campió       | Marcador           | Finalista    | Seu                   |
| --------- | ------------ | ------------------ | ------------ | --------------------- |
| 2006/07   | Glentoran    | 1 - 0              | Cliftonville | Windsor Park, Belfast |
| 2005/06   | Linfield     | 3 - 0              | Glentoran    | Windsor Park, Belfast |
| 2004/05   | Glentoran    | 2 - 1              | Linfield     |                       |
| 2003/04   | Cliftonville | 1 - 1 (5-4 penals) | Larne        | Windsor Park, Belfast |
| 2002/03   | Glentoran    | 2 - 0              | Linfield     |                       |
| 2001/02   | Linfield     | 3 - 1              | Glentoran    |                       |
| 2000/01   | Glentoran    | 1 - 0              | Glenavon     | Windsor Park, Belfast |
| 1999/00   | Linfield     | 4 - 0              | Coleraine    |                       |
| 1998/99   | Linfield     | 2 - 1              | Glentoran    |                       |
| 1997/98   | Linfield     | 1 - 0              | Glentoran    |                       |
| 1996/97   | Crusaders    | 1 - 0              | Glentoran    | Windsor Park, Belfast |
| 1995/96   | Portadown    | 2 - 1              | Crusaders    | Windsor Park, Belfast |
| 1994/95   | Ards         | 0 - 0 (2-0 penals) | Cliftonville |                       |
| 1993/94   | Linfield     | 2 - 0              | Coleraine    |                       |
| 1992/93   | Bangor       | 3 - 0              | Coleraine    |                       |
| 1991/92   | Linfield     | 3 - 0              | Larne        |                       |
| 1990/91   | Glentoran    | 2 - 0              | Ards         |                       |
| 1989/90   | Glenavon     | 3 - 1              | Newry Town   |                       |
| 1988/89   | Glentoran    | 2 - 1              | Linfield     |                       |
| 1987/88   | Coleraine    | 1 - 0              | Portadown    |                       |
| 1986/87   | Linfield     | 2 - 1              | Crusaders    | The Oval, Belfast     |